# Юваль Авів
Юваль Авів (івр. יובל אביב, ім'я при народженні Юваль Авіоф (англ. Yuval Aviof), нар. 24 лютого 1947) — колишній агент Моссаду, американський консультант з питань безпеки та автор книг з безпеки. Також він пише трилери під псевдонімом Сем Грін (англ. Sam Green).
Юваль Авів найбільше відомий завдяки своїй співпраці з Моссадом та проведенню секретної операції, описаної Джорджем Джонасом у книзі «Помста» (англ. Vengeance), виданій у 1984 році. 
Згідно з даними журналу Асоціації американських банкірів, Юваль Авів є президентом і головним виконавчим директором фірми Interfor в Нью-Йорку, яка займається міжнародними розслідуваннями і розвідкою. Зокрема він розслідував теракт над Локербі для Повітряних сил США та авіакомпанії Pan American World Airways.

## Біографія і творчість
Юваль Авів народився під ім'ям Юваль Авіоф 24 лютого 1947 року в кібуці Кфар Менахем в Ізраїлі. Магістерську ступінь він здобув в Тель-Авівському університеті.
Служив офіцером в Армії оборони Ізраїлю, де командував елітними загоном командос та розвідувальним відділом; після служби брав участь у міжнародних операціях Моссаду в різних країнах світу. Австралійська газета Herald Sun, повідомляючи про проведене Авівом розслідування справи Конрада Блека, зазначила: «Подана в суд брошура фірми Interfor описує пана Авіва як майора Збройних сил Ізраїлю у відставці, який брав участь у секретних операціях Моссаду в багатьох країнах.»
Після закінчення роботи Авів заснував у Нью-Йорку міжнародну фірму, що займається розслідуваннями та розвідкою, під назвою «Interfor Inc.», у якій є президентом та головним виконавчим директором.
У 2003 році він видав свій перший посібник з питань безпеки — «Повний посібник з виживання в умовах тероризму: як подорожувати, працювати і жити в безпеці» (англ. The Complete Terrorism Survival Guide: How to Travel, Work and Live in Safety). У 2006 році вийшов його перший роман «Макс» (англ. Max) з серії «Сем Вулфман» (англ. Sam Woolfman). В основу цього роману покладено трагічну і таємничу смерть британського видавця Роберта Максвелла. За його сюжетом колишнього агента Моссаду Сема Вулфмана наймають для того, щоб він знайшов втрачені гроші мільйонера Роберстона і з'ясував, чи була його смерть випадковою. Потрапивши у мережу інтриг, зрад, обману, змов і вбивств, не знаючи, кому довіряти, Сем прагне дізнатися істину незважаючи на те, які наслідки це може мати.
Другий роман з  цієї серії, «Рейс 103»  (англ. Flight 103), написаний за мотивами теракту над Локербі. Сема Вулфмана запрошують для розслідування теракту в пасажирському літаку авіакомпанії Pan Am, який впав у шотландському селі Локербі. Вулфман розслідує, чи є цей інцидент міжнародною змовою, у той час як саме розслідування становить загрозу його власному життю.
Наразі Юваль Авів проживає зі своєю родиною в Нью-Йорку.

## Участь у праці над книгою “Vengeance”
У 1981 році до канадського письменника Джорджа Джонаса звернулося видавництво Collins Canada з приводу зустрічі з Ювалем Авівом — колишнім співробітником Моссаду, який стверджував, що саме він керував операцією «Гнів Божий», метою якої була ліквідація палестинських бойовиків, які влаштували теракт на Мюнхенській олімпіаді у 1972 році, під час якого захопили у заручники, а згодом вбили 11 ізраїльських спортсменів. Два видавницькі будинки Торонто, Lester & Orpen Dennys та Collins Canada Ltd, доручили Джонасу дослідити це та записати розповідь Авіва. На основі своїх досліджень Джонас написав книгу «Помста» (англ. Vengeance), у якій зобразив Авіва у персонажі на ім'я Авнер.
Згідно з даними видавництва Maclean's, яке зібрало групу з 11-ти експертів для перевірки правдивості розповіді Авіва, книга у попередніх продажах за кордоном зібрала 500 тисяч доларів. Після того, як книжка була опублікована, Джонас розповів журналісту з Maclean's, що витратив два роки і 30 тисяч доларів з коштів видавництва на проведення дослідження з Авівом в Європі та Ізраїлі.
У 1986 році за мотивами книги було знято телевізійний серіал «Меч Гедеона» (англ. Sword of Gideon), у головних ролях якого були Стівен Бауер та Майкл Йорк. У 2005 році на основі книги Стівен Спілберг зняв художній фільм «Мюнхен».
Спілберг детально перевіряв історію Авіва під час підготовки до зйомок свого фільму: він зібрав групу експертів і дослідників та завдяки зв'язкам у Білому домі та одному дипломату з Середнього Сходу встановив, що його справжнє ім'я було Юваль Авів. Експерти також знайшли документи ФБР, які підтвердили, що Авів та його команда не були вигаданими особистостями.
Обидва ці фільми привернули велику увагу до самого Юваля Авіва та його ролі в Моссаді.

## Звіт Interfor про теракт над Локербі
У 1989 році авіакомпанія Pan Am найняла Авіва для розслідування підриву рейсу 103 над Локербі. За словами Авіва, під час розслідування він «отримав інформацію з перших вуст від людей, які прямо або непрямо були залучені до цієї справи». У своєму звіті він стверджував, що агенти США відстежували маршрути контрабанди героїну з Середнього Сходу до Сполучених Штатів, якою керував кримінальний авторитет із Сирії.
Також Авів стверджував, що сирієць мав зв'язки з бойовиками Хезболли, які утримували в Бейруті кілька заручників з Заходу. Він допустив, що американські агенти погодилися на дозвіл контрабанди героїну в обмін на допомогу у визволенні заручників. У певний момент турецькі екстремісти, що працювали носильниками багажу в аеропорті Франкфурта-на-Майні, підмінили валізу з героїном на вибухівку.
Але Президентська комісія з питань авіаційної безпеки та тероризму дослідила ці самі твердження у 1989 році та не виявила «жодних підстав для спекуляції у пресі про те, що влада США непрямим або якимось іншим чином брала участь у будь-якій ймовірній операції у Франкфуртському аеропорту, яка була б пов'язана з підривом літака, що виконував рейс 103.»
Після оприлюднення звіту фірми Interfor дипломатичні та розвідувальні служби описували Авіва як «фальсифікатора, який збрехав про всю свою біографію». Пізніше Авів стверджував, що йому «ніколи не казав прямо, що звіт був неправдивим, мені завжди закидали, що я інформатор, фальсифікатор і ненормальний». American RadioWorks, підрозділ національної документалістики компанії American Public Media, перевірив твердження про те, що Авів ніколи не працював на ФБР або Моссад. Вони знайшли кілька документів, серед яких був меморандум з ФБР від 1982 року та угода про інформування між Авівом та Міністерством юстиції США, яка стосувалась колишніх зв'язків з ізраїльською розвідкою.

## Твори
- (2003) The Complete Terrorism Survival Guide: How to Travel, Work and Live in Safety. Juris Publications, ISBN 1-57823-130-2
- (2004) Staying Safe: The Complete Guide to Protecting Yourself, Your Family, and Your Business. Collins, ISBN 0-06-073520-1
- (2006) Max — про смерть британського видавця Роберта Максвелла ISBN 1-84413-875-5
- (2008) Flight 103, пізніше опублікована під заголовком Flight Into Danger — на основі обставин теракту на Локербі ISBN 978-0-09-951477-0